# Johann Baptist Natterer
Johann Baptist Natterer war ein schwäbischer Kaufmann und Abgeordneter.

## Werdegang
Natterer war in Ottobeuren als Händler ansässig und dort Gemeindevorsteher. Ab 19. Mai 1849 in Nachfolge des verstorbenen Michael Batzer und ein zweites Mal von 1855 bis 1858 gehörte er der Kammer der Abgeordneten des Bayerischen Landtags an.